# Castello Passerin d’Entrèves (Saint-Christophe)
Das Castello Passerin d’Entrèves ist eine Höhenburg in 700 Metern Höhe auf einem Hang des Hügels von Saint-Christophe im Aostatal zwischen den Weinbergen und Obsthainen der Fraktion Sorreley, etwa einen Kilometer entfernt vom Castello Jocteau.

## Beschreibung
Das Schloss Passerin d’Entrèves, das in privater Hand und bis heute bewohnt ist, beherbergt in seinem Inneren eine reiche Sammlung von Kunstgegenständen und Möbeln aus unterschiedlichen, historischen Epochen, von der bemerkenswerten Zinnsammlung bis zur kostbaren Sammlung von im Aostatal hergestellten Walnussmöbeln. Die Burg steht laut Gesetz Nr. 1089 vom 1. Januar 1939 unter Denkmalschutz und ist im Verband der historischen Wohnsitze Italiens (italienisch Associazione dimore storiche italiane) eingetragen.

## Architektur

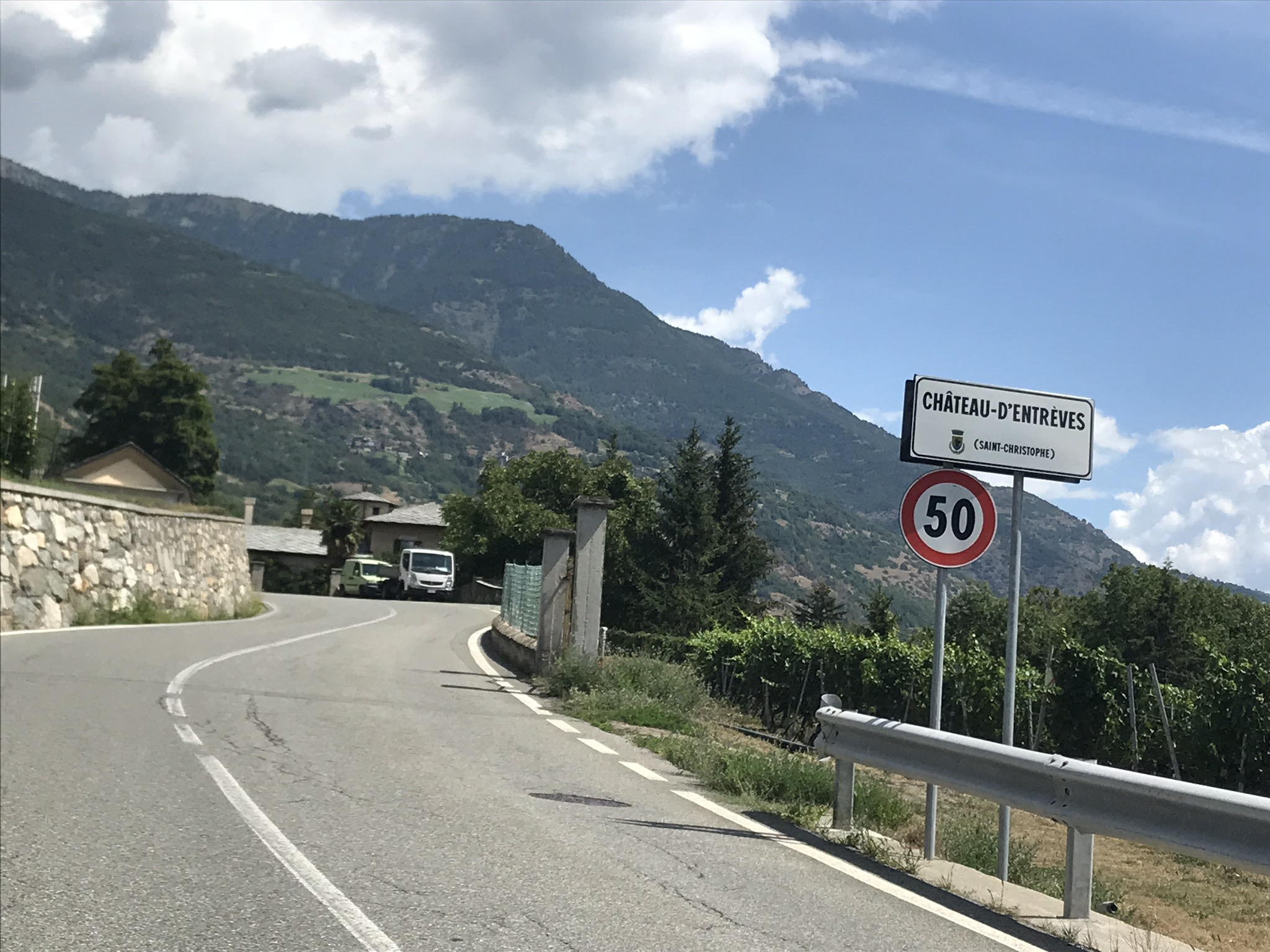
Zufahrtsstraße zum Schloss

Das Schloss Passerin d’Entrèves ist bestens erhalten. Man kann deutlich zwei architektonische Abschnitte nach ihrer Bauzeit unterscheiden, aber der Aspekt einer adligen Wohnstätte ist wichtiger als die alte Struktur einer militärischen Festung.
Der älteste Teil ist der Rundturm auf der Südseite, wo die Kapelle der Familie liegt. Im ebenfalls alten Westteil zeigt die Burg die typische Architektur des Aostatals.
Der neuere Bereich der Burg mit  dem größten Teil der Gebäude wurde im Auftrag der Familie Sorreley bei einer Restaurierung nach einem Brand ohne Rücksicht auf den Stil des älteren Teiles angefügt.

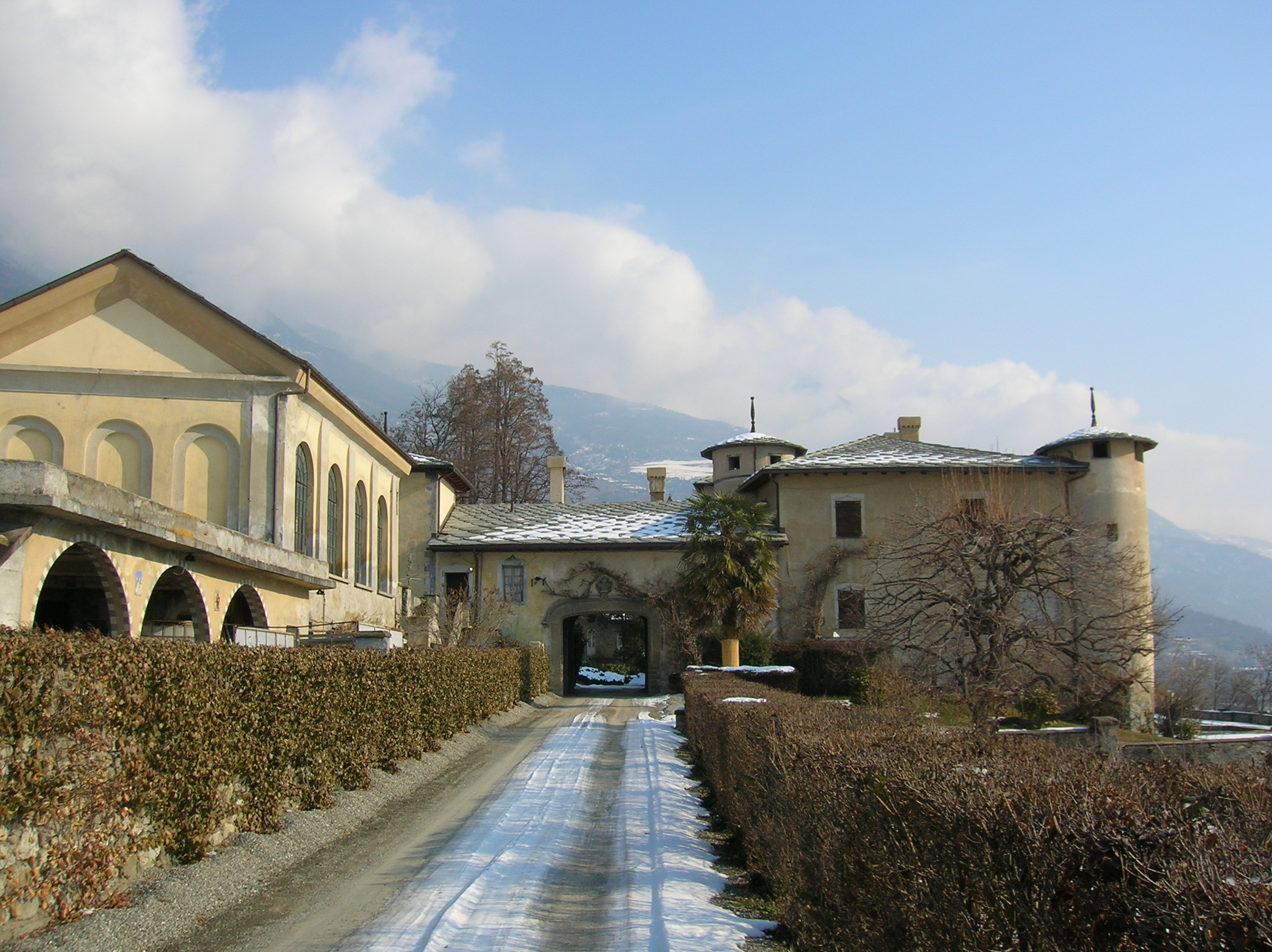
Zufahrtsstraße zur Burg

Aus dem 19. Jahrhundert stammen eine Aufstockung des Westturms, die Vermauerung der Fenster der Galerie im ersten Obergeschoss, die große Mitteltreppe im Garten, die Nordtreppe und der Eingangsbogen, letztere geplant vom Architekten Carlo Ceppi. Ebenfalls im 19. Jahrhundert wurden der Garten und der Park mit neuen Wegen neu angelegt und ein Hain von Tannen und neuen Kräutern angepflanzt.

## Geschichte

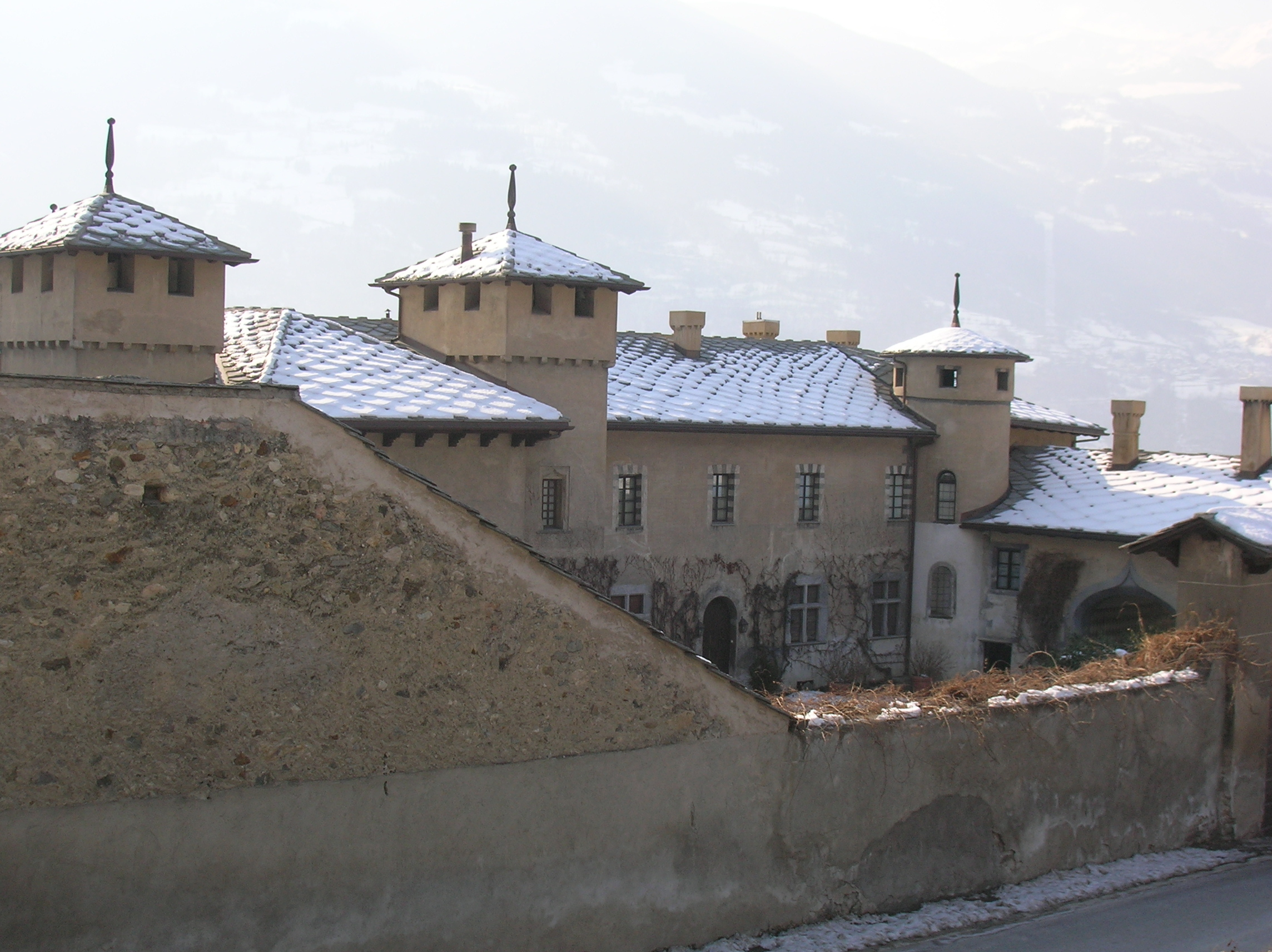
Die Fassade der Burg auf der Bergseite

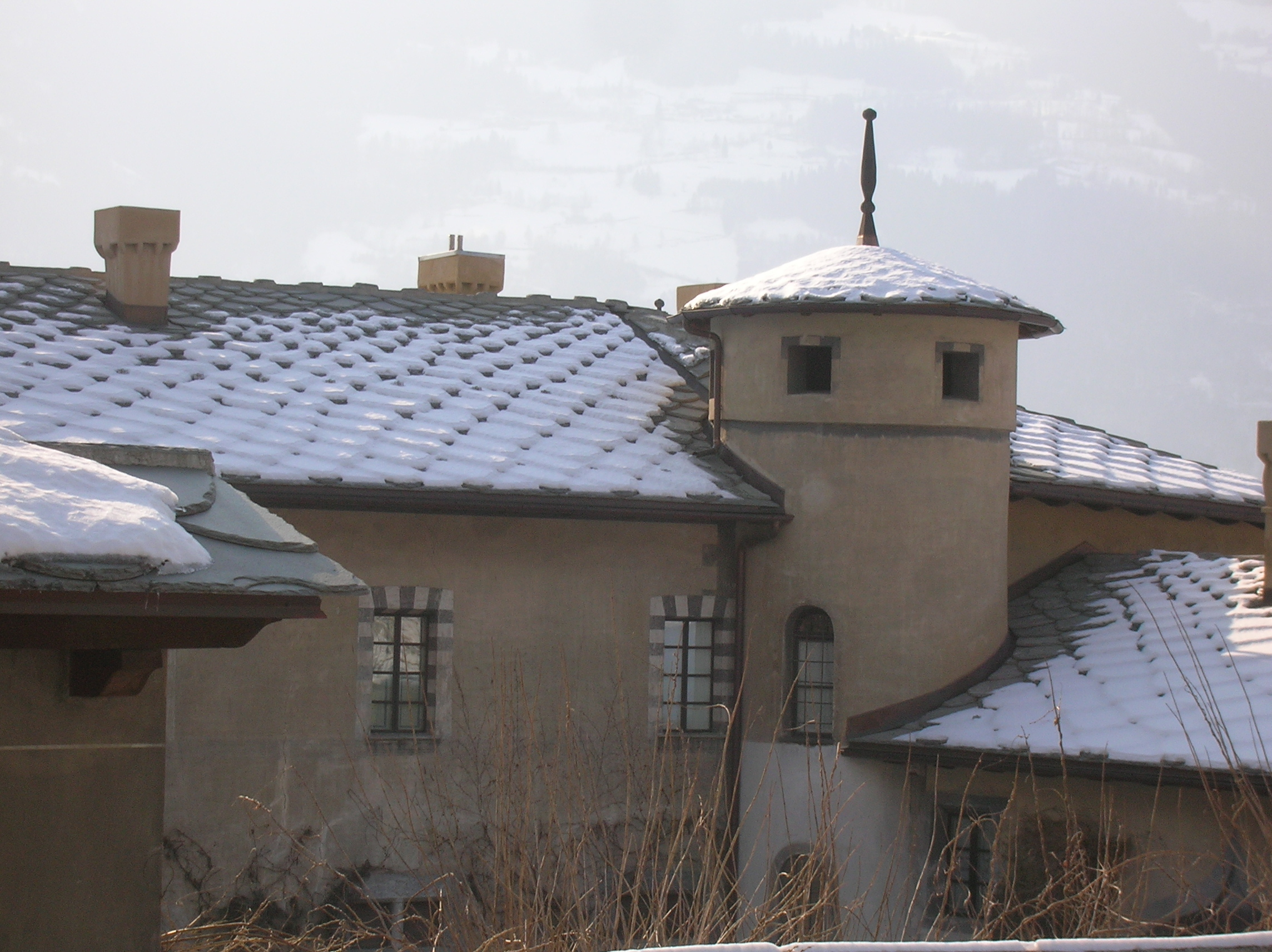
Detail der Fenster und des Türmchens

Das Castello Passerin d’Entrèves steht auf einem Gebiet, das schon zu Zeiten der Gründung  von Augusta Praetoria, dem alten Aosta, mit einer alten, römischen Villa bebaut war.
Von ungewissem Ursprung, auch wenn sie vermutlich aus dem 14. Jahrhundert stammt, gehörte die Burg im Mittelalter zur Herrschaft von Quart. Es ist bekannt, dass sie zur Mitte des 16. Jahrhunderts der Familie Sorreley (De Superlege) gehörte: Die Familie wurde 1570 geadelt, starb aber während der Pestepidemie von 1630 aus.
Der letzte weibliche Nachkomme der Sorreleys, Mencia, heiratete Jean Jacques de Pléod (oder De Pléoz). Die neuen Besitzer, die Erben der Familie De Pléod bewohnten sie bis 1723, dem Jahr, in dem André de Pléod wegen Hexerei zum Tode verurteilt wurde: Er soll versucht haben, durch Zauberei den Tod seiner Gattin zu verursachen. Die Burg fiel somit in die gräfliche Verfügung zurück und die Familie Passerin d’Escalier, die mit den De Pléods verwandt war, kaufte sie. Aus dieser Zeit stammen etliche Modernisierungen und Erweiterungen der Anlage. 1814 vererbte der letzte Spross der Passerin d’Escaliers seine Besitzungen in Saint-Christophe an die Passerin d’Entrèves, die weitere strukturelle Umbauten durchführen und den an die Burg anschließenden Park neu ordnen ließen.
1940 kaufte die Präfektur von Aosta die Burg. Nach dem Waffenstillstand von Cassibile am 8. September 1943 waren die Passerin d’Entrèves, damalige Bewohner der Burg, nazifaschistischen Repressalien ausgesetzt. Nach der Befreiung requirierten die Alliierten den Ostflügel der Burg, um dort einige südafrikanische Offiziere aufzunehmen, die auf ihre Rückführung warteten.
Alexandre, Ludovic und Pierre Passerin d’Entrèves et Courmayeur sind die heutigen Eigentümer der Burg.